# Miha Lavrič
Miha Lavrič, německy Michael Lauritsch (7. září 1818 Šmarje-Sap – 13. února 1861 Temešvár), byl rakouský právník a politik slovinské národnosti z Kraňska, během revolučních let 1848–1849 poslanec Říšského sněmu.

## Biografie
Roku 1849 se uvádí jako Michael Lauritsch, auskultant u městského a zemského soudu v Lublani.
Během revolučního roku 1848 se zapojil do veřejného dění. V doplňovacích volbách na konci ledna 1849 byl zvolen i na ústavodárný Říšský sněm. Zastupoval volební obvod Kamnik. V parlamentu nahradil Valentina Sterzina. Byl národně slovinsky orientován.